# Misa Uehara
Misa Uehara (上原美佐?, Uehara Misa; Fukuoka, 26 marzo 1937 – 2003) è stata un'attrice giapponese.

## Biografia
Nata Misako Uehara (上原 美佐子?), si diplomò al liceo femminile di Fukuoka e, mentre frequentava il Bunka Women's Junior College, debuttò come attrice, interpretando la principessa Yuki nel film di Akira Kurosawa del 1958 La fortezza nascosta. Venne contattata dagli impiegati della Toho, i quali l'avevano notata quando visitarono Tokugawa Yoshichika, dove studiava all'università. In una conferenza televisiva del 1981 con Akira Kurosawa, Minoru Chiaki e Kumaashi Fujiwara, disse che quando andava al cinema Toho a Nagoya, un dipendente di Toho gli parlò.
A Kurosawa piacque «l'atteggiamento strano di eleganza e natura selvaggia» di Uehara. Durante le riprese, imparò a fare equitazione e a saltare gli ostacoli. Inoltre, apprese il Kendō per vestirsi come una principessa samurai. Poiché infine non aveva esperienza attoriale, il regista le recitò ogni scena, cosicché ella recitasse seguendo i suoi movimenti. Popolare a Kiririto per i tratti del viso e recitazione vivace, diventò improvvisamente una stella, ma si ritirò in due anni perché disse: «Non ho alcun talento».
È morta nel 2003 a 67 anni.

## Filmografia
- La fortezza nascosta (1958)
- Daigaku no nijuhachin (1959)
- Sengoku gunto-den (1959)
- Aruhi watashi wa (1959)
- Dokuritsu gurentai (1959)
- Nippon tanjō (1959)
- Gendai Salaryman - Ren'ai bushidô (1960)
- Hawai Middouei daikaikusen: Taiheiyo no arashi (1960)
- Daigaku no sanzokutachi (1960)